# Noctuelle des moissons
Agrotis segetum
Espèce
Synonymes
- Noctua segetum Denis & Schiffermüller, 1775
- Scotia segetum

La Noctuelle des moissons (Agrotis segetum), appelée aussi « Moissonneuse »[réf. souhaitée], est une espèce d'insectes de l'ordre des lépidoptères, de la famille des Noctuidae, originaire de l'Ancien Monde.
C'est un petit papillon nocturne dont la chenille est un ravageur très polyphage se nourrissant sur un grand nombre de plantes cultivées, dont la betterave sucrière, les céréales, la pomme de terre ainsi que de nombreuses plantes sauvages. Cette espèce est commune en Europe, mais se rencontre aussi en Asie et en Afrique.

## Description

### Papillon
L'imago de la Noctuelle des moissons est un papillon de 4 cm d'envergure, aux ailes antérieures gris brun portant des dessins plus clairs bordés de noir ; les ailes postérieures sont blanches chez le mâle, grises chez la femelle.

### Chenille

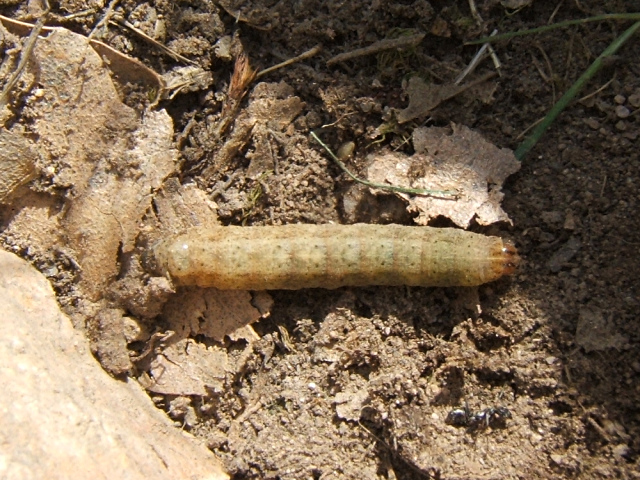
Chenille.

La larve est une chenille brun grisâtre, appelée souvent « ver gris », qui peut atteindre 5 cm de long. Ces chenilles s'enroulent sur elles-mêmes et se laissent tomber à terre dès qu'elles sont dérangées.

## Cycle biologique
Ce papillon connaît une ou plusieurs générations par an. La chenille hiverne dans le sol et se nymphose en avril pour donner naissance à une nouvelle génération d'adultes.

## Dégâts
Les chenilles s'attaquent aux feuilles des différentes plantes hôtes, en les dévorant et en les sectionnant à la base. Actives la nuit, elles attaquent également le collet des plantes, notamment des betteraves, et les tubercules des pommes de terre.
Les dégâts peuvent être très importants en cas de pullulation.

## Moyens de lutte
- À titre préventif : utiliser des plantes répulsives ;
- Piégeage des adultes ;
- Destruction des œufs ;
- Destruction des jeunes chenilles par des traitements insecticides. Les chenilles âgées résistent à tout traitement. Les prélever manuellement reste possible dans des cultures de petites dimensions.

## Liste des sous-espèces
Selon Catalogue of Life (20 avril 2023) :
- sous-espèce Agrotis segetum pallida Staudinger, 1881